# Staphylus ascalaphus
Staphylus ascalaphus es una especie americana de lepidóptero. 
Se halla en México, Honduras, Costa Rica, Guatemala, El Salvador y Venezuela. El imago suele presentar un color malva.